# Нікулін Всеволод Петрович
Всеволод Петрович Нікулін, відомий в Італії як Всеволод Нікулін, (Миколаїв, 27 листопада 1890 — Мілан, 18 липня 1968) — італійський рисувальник, ілюстратор, художник і сценограф, відомий тим, що проілюстрував велику кількість книг для різних видавництв, таких як Mondadori, Principato, Hoepli, Treves, Bemporad. Особливо насиченою була його діяльність для дитячої серії La Scala d'oro видавництва Туринська друкарсько-редакторська унія (UTET)..

## Біографія
Народився в родині православного священника поблизу Одеси, він відвідував Академію образотворчих мистецтв у Одесі, де навчався до 1914 року у італійських скульпторів Луїджі Іоріні та Джузеппе Мормоне, а в наступні два роки навчався в Імператорській Академії образотворчих мистецтв у Петрограді, завершив навчання у 1917 року.
Під час Російської революції він воював як офіцер у Білій гвардії, перш ніж утекти спочатку до Одеси та Константинополя, а потім, звідти, емігрувати до Італії, куди він прибув у 1920 році, оселившись у Генуї, а потім у Нерві у графині Аїди Боссаліні, котра пізніше стане його дружиною.
Його діяльність як художника розпочалася моделлю в Лігурійській академії образотворчого мистецтва в Генуї, а потім активно почалася в 1921 році з одного з його полотен «Битва самураїв», котре було придбано галереєю Моретті, де в грудні того ж року Нікулін збирає виставку ксилографії. Також у 1921 році він представив одну зі своїх акварелей, «Японську легенду», на виставці LXVII Товариства образотворчих мистецтв у Генуї, у якій він брав участь до 1940 року.
Після участі в різноманітних заходах і виставках зі своїми акварелями, наприкінці 1920-х років він створив парфумовані календарі на тему «Східні танці» для парфумерної компанії Satinini в Мілані та ілюстрації на тему «Російські казки» для виробника парфумів та фармацевтичної продукції фірми Bertelli.
У 1930-х роках мистецтво Нікуліна рішуче схиляється в бік ілюстратора: він пише обкладинки для ілюстрованого місячника Трева «Століття XX», для журналу "Мамміна " видавництва "Лар і «Донна ді Мондадорі». З 1935 по 1945 рік, віддаючи перевагу міфологічним персонажам, він ілюструє цикли 3 («Легенди про Грал », 1938), 4 ("I Cavalieri di Artù ", 1935), 5 («Пригоди Кандуліно», 1936), 6 ("Легенда про Енея ", 1940; У Королівстві Аріель, 1938), 7 (У Королівстві Мельпомена, 1940) і 8 (Надзвичайні казки, оповідання Едгардо По, 1945, перевидання).